# Península de Jandía
La península de Jandía es una península situada en el extremo sur de la isla de Fuerteventura (Canarias, España). Constituye una de las tres grandes penínsulas del archipiélago, junto a la península de Anaga (Tenerife) y la península de La Isleta (Gran Canaria).
En su apogeo, hace 14 o 15 millones de años, alcanzaba un diámetro de 26 km y una altitud de al menos 1500 m. Ello implicaría una superficie de unos 530 km², es decir, una isla bastante mayor que La Gomera (actualmente, la península de Jandía tiene aproximadamente 200 km², de los que 144 forman parte del parque natural de Jandía).

## Aspecto
En esta zona se asienta la mitad de los restos de una caldera volcánica; la otra mitad está derrumbada bajo el mar. Antiguamente era una isla, pero hoy está unida a Fuerteventura con un istmo arenoso conocido como La Pared.

## Vulcanismo
La isla de Jandía se formó al mismo tiempo que el resto de Fuerteventura, hace unos 21 millones de años. La actual isla se conforma a partir de tres focos volcánicos. Dos de ellos, el central y el del norte, se unieron totalmente en las primeras etapas. Sin embargo, el estratovolcán de Jandía estaba más distante y por eso sus partes intermedias y altas no se fusionaron porque hubo una zona en la que no llegaron las emisiones lávicas posteriores de ninguno de los dos edificios. El istmo de la Pared, una zona baja, llana y arenosa que une a Jandía al resto de la Isla, es consecuencia de esta particularidad.
La última etapa eruptiva del volcán de Jandía fue demasiado violenta, ocasionando un derrumbe del edificio, deslizándose hacia el mar. Hasta convertirse en la media luna que es actualmente toda la península de Jandía. A diferencia de los demás volcanes de Fuerteventura, su composición mineral es distinta a las demás.
El pico más alto de la caldera es el pico de la Zarza, con 807 m s. n. m., y que a su vez es el punto más alto de toda Fuerteventura.

## Alrededores y aspectos ambientales
A lo largo de casi toda la costa de la península se extienden algunas de las playas más largas del archipiélago, tales como Cofete, el Matorral o Sotavento.